# Malaybalay
Malaybalay (ufficialmente Malaybalay City) è una città componente delle Filippine, capoluogo della Provincia di Bukidnon, nella Regione del Mindanao Settentrionale.
Malaybalay è formata da 46 baranggay:
- Aglayan
- Apo Macote
- Bangcud
- Barangay 1 (Pob.)
- Barangay 2 (Pob.)
- Barangay 3 (Pob.)
- Barangay 4 (Pob.)
- Barangay 5 (Pob.)
- Barangay 6 (Pob.)
- Barangay 7 (Pob.)
- Barangay 8 (Pob.)
- Barangay 9 (Pob.)
- Barangay 10 (Pob.)
- Barangay 11 (Pob.)
- Busdi
- Cabangahan
- Caburacanan
- Canayan
- Capitan Angel
- Casisang
- Dalwangan
- Imbayao
- Indalaza

- Kabalabag
- Kalasungay
- Kulaman
- Laguitas
- Linabo
- Magsaysay
- Maligaya
- Managok
- Manalog
- Mapayag
- Mapulo
- Miglamin
- Patpat (Lapu-lapu)
- Saint Peter
- San Jose
- San Martin
- Santo Niño
- Silae
- Simaya
- Sinanglanan
- Sumpong
- Violeta
- Zamboanguita